# WTA de Linz
O WTA de Linz – ou Upper Austria Ladies Linz, atualmente – é um torneio de tênis profissional feminino, de nível WTA 500.
Realizado em Linz, na Áustria, estreou em 1991. Os jogos são disputados em quadras duras cobertas durante o mês de fevereiro.

## Histórico
O evento inaugural na verdade, aconteceu em 1987 em Wels, na Áustria, e foi organizado pela ITF como um torneio de US$ 10.000. Só a partir de 1991, ele passou a ocorrer em Linz, como um evento do WTA Tour, inicialmente no nível Tier V. Em 1993 foi promovido ao nível Tier III e, desde 1998, foi organizado como um torneio Tier II. Desde a edição de 2009 é designado como um WTA International (cuja designação passou a ser WTA 250 em 2021).
Em novembro de 2023 foi anunciado que o torneio foi promovido ao nível WTA 500.

## Finais

### Simples
| Ano                           | Campeã                    | Vice-campeã            | Resultado       |
| ----------------------------- | ------------------------- | ---------------------- | --------------- |
| 2025                          | Ekaterina Alexandrova     | Dayana Yastremska      | 6–2, 3–6, 7–5   |
| 2024                          | Jeļena Ostapenko          | Ekaterina Alexandrova  | 6–2, 6–3        |
| 2023                          | Anastasia Potapova        | Petra Martić           | 6–3, 6–1        |
| Torneio não realizado em 2022 |                           |                        |                 |
| 2021                          | Alison Riske              | Jaqueline Cristian     | 2–6, 6–2, 7–5   |
| 2020                          | Aryna Sabalenka           | Elise Mertens          | 7–5, 6–2        |
| 2019                          | Cori Gauff                | Jeļena Ostapenko       | 6–3, 1–6, 6–2   |
| 2018                          | Camila Giorgi             | Ekaterina Alexandrova  | 6–3, 6–1        |
| 2017                          | Barbora Strýcová          | Magdaléna Rybáriková   | 6–4, 6–1        |
| 2016                          | Dominika Cibulková        | Viktorija Golubic      | 6–3, 7–5        |
| 2015                          | Anastasia Pavlyuchenkova  | Anna-Lena Friedsam     | 6–4, 6–3        |
| 2014                          | Karolína Plíšková         | Camila Giorgi          | 46–7, 6–3, 7–64 |
| 2013                          | Angelique Kerber          | Ana Ivanović           | 6–4, 7–66       |
| 2012                          | Victoria Azarenka         | Julia Görges           | 6–3, 6–4        |
| 2011                          | Petra Kvitová             | Dominika Cibulková     | 6–4, 6–1        |
| 2010                          | Ana Ivanović              | Patty Schnyder         | 6–1, 6–2        |
| 2009                          | Yanina Wickmayer          | Petra Kvitová          | 6–3, 6–4        |
| 2008                          | Ana Ivanović              | Vera Zvonareva         | 6–2, 6–1        |
| 2007                          | Daniela Hantuchová        | Patty Schnyder         | 6–4, 6–2        |
| 2006                          | Maria Sharapova           | Nadia Petrova          | 7–5, 6–2        |
| 2005                          | Nadia Petrova             | Patty Schnyder         | 4–6, 6–3, 6–1   |
| 2004                          | Amélie Mauresmo           | Elena Bovina           | 6–2, 6–0        |
| 2003                          | Ai Sugiyama               | Nadia Petrova          | 7–5, 6–4        |
| 2002                          | Justine Henin             | Alexandra Stevenson    | 6–3, 6–0        |
| 2001                          | Lindsay Davenport         | Jelena Dokić           | 6–4, 6–1        |
| 2000                          | Lindsay Davenport         | Venus Williams         | 6–4, 3–6, 6–2   |
| 1999                          | Mary Pierce               | Sandrine Testud        | 7–62, 6–1       |
| 1998                          | Jana Novotná              | Dominique van Roost    | 6–1, 7–62       |
| 1997                          | Chanda Rubin              | Karina Habšudová       | 6–4, 6–2        |
| 1996                          | Sabine Appelmans          | Julie Halard-Decugis   | 6–2, 6–4        |
| 1995                          | Jana Novotná              | Barbara Rittner        | 66–7, 6–3, 6–4  |
| 1994                          | Sabine Appelmans          | Meike Babel            | 6–1, 4–6, 7–63  |
| 1993                          | Manuela Maleeva-Fragnière | Conchita Martínez      | 6–2, 1–0, ab.   |
| 1992                          | Natalia Medvedeva         | Pascale Paradis-Mangon | 6–4, 6–2        |
| 1991                          | Manuela Maleeva-Fragnière | Petra Langrová         | 6–4, 7–61       |

### Duplas
| Ano                           | Campeãs                                    | Vice-campeãs                             | Resultado         |
| ----------------------------- | ------------------------------------------ | ---------------------------------------- | ----------------- |
| 2025                          | Tímea Babos Luisa Stefani                  | Lyudmyla Kichenok Nadiia Kichenok        | 3–6, 7–5, [10–4]  |
| 2024                          | Sara Errani Jasmine Paolini                | Nicole Melichar-Martinez Ellen Perez     | 7–5, 4–6, [10–7]  |
| 2023                          | Natela Dzalamidze Viktória Kužmová         | Anna-Lena Friedsam Nadiia Kichenok       | 4–6, 7–5, [12–10] |
| Torneio não realizado em 2022 |                                            |                                          |                   |
| 2021                          | Natela Dzalamidze Kamilla Rakhimova        | Wang Xinyu Zheng Saisai                  | 6–4, 6–2          |
| 2020                          | Arantxa Rus Tamara Zidanšek                | Lucie Hradecká Kateřina Siniaková        | 6–3, 6–4          |
| 2019                          | Barbora Krejčíková Kateřina Siniaková      | Barbara Haas Xenia Knoll                 | 6–4, 6–3          |
| 2018                          | Kirsten Flipkens Johanna Larsson           | Raquel Atawo Anna-Lena Grönefeld         | 4–6, 6–4, [10–5]  |
| 2017                          | Kiki Bertens Johanna Larsson               | Natela Dzalamidze Xenia Knoll            | 3–6, 6–3, [10–4]  |
| 2016                          | Kiki Bertens Johanna Larsson               | Anna-Lena Grönefeld Květa Peschke        | 4–6, 6–2, [10–7]  |
| 2015                          | Raquel Kops-Jones Abigail Spears           | Andrea Hlaváčková Lucie Hradecká         | 6–3, 7–5          |
| 2014                          | Raluca Olaru Anna Tatishvili               | Annika Beck Caroline Garcia              | 6–2, 6–1          |
| 2013                          | Karolína Plíšková Kristýna Plíšková        | Gabriela Dabrowski Alicja Rosolska       | 7–66, 6–4         |
| 2012                          | Anna-Lena Grönefeld Květa Peschke          | Julia Görges Barbora Záhlavová-Strýcová  | 6–3, 6–4          |
| 2011                          | Marina Erakovic Elena Vesnina              | Julia Görges Anna-Lena Grönefeld         | 7–5, 6–1          |
| 2010                          | Renata Voráčová Barbora Záhlavová-Strýcová | Květa Peschke Katarina Srebotnik         | 7–5, 7–66         |
| 2009                          | Anna-Lena Grönefeld Katarina Srebotnik     | Klaudia Jans Alicja Rosolska             | 6–1, 6–4          |
| 2008                          | Katarina Srebotnik Ai Sugiyama             | Cara Black Liezel Huber                  | 6–4, 7–5          |
| 2007                          | Cara Black Liezel Huber                    | Katarina Srebotnik Ai Sugiyama           | 6–2, 3–6, [10–8]  |
| 2006                          | Lisa Raymond Samantha Stosur               | Corina Morariu Katarina Srebotnik        | 6–3, 6–0          |
| 2005                          | Gisela Dulko Květa Peschke                 | Conchita Martínez Virginia Ruano Pascual | 6–2, 6–3          |
| 2004                          | Janette Husárová Elena Likhovtseva         | Nathalie Dechy Patty Schnyder            | 6–2, 7–5          |
| 2003                          | Liezel Huber Ai Sugiyama                   | Marion Bartoli Silvia Farina Elia        | 6–1, 7–66         |
| 2002                          | Jelena Dokić Nadia Petrova                 | Rika Fujiwara Ai Sugiyama                | 6–3, 6–2          |
| 2001                          | Jelena Dokić Nadia Petrova                 | Els Callens Chanda Rubin                 | 6–1, 6–4          |
| 2000                          | Amélie Mauresmo Chanda Rubin               | Ai Sugiyama Nathalie Tauziat             | 6–4, 6–4          |
| 1999                          | Irina Spîrlea Caroline Vis                 | Tina Križan Larisa Neiland               | 6–4, 6–3          |
| 1998                          | Alexandra Fusai Nathalie Tauziat           | Anna Kournikova Larisa Neiland           | 6–3, 3–6, 6–4     |
| 1997                          | Alexandra Fusai Nathalie Tauziat           | Eva Melicharová Helena Vildová           | 4–6, 6–3, 6–1     |
| 1996                          | Manon Bollegraf Meredith McGrath           | Rennae Stubbs Helena Suková              | 6–4, 6–4          |
| 1995                          | Meredith McGrath Nathalie Tauziat          | Iva Majoli Petra Schwarz-Ritter          | 6–1, 6–2          |
| 1994                          | Eugenia Maniokova Leila Meskhi             | Åsa Carlsson Caroline Schneider          | 6–2, 6–2          |
| 1993                          | Eugenia Maniokova Leila Meskhi             | Conchita Martínez Judith Wiesner         | w.o.              |
| 1992                          | Monique Kiene Miriam Oremans               | Claudia Porwik Raffaella Reggi-Concato   | 6–4, 6–2          |
| 1991                          | Manuela Maleeva-Fragnière Raffaella Reggi  | Petra Langrová Radka Zrubáková           | 6–4, 1–6, 6–3     |